# Bruchus innocuus
Bruchus innocuus is een keversoort uit de familie bladkevers (Chrysomelidae). De wetenschappelijke naam van de soort werd in 1871 gepubliceerd door Fåhraeus.